# 奥尔泰兹
奥尔泰兹（法語：Orthez，法語發音：[ɔʁtɛs]），法国西南部城市，新阿基坦大区大西洋比利牛斯省的一个市镇，隶属于波城区，其市镇面积为45.86平方公里，2022年1月1日时人口数量为10,836人，在法国城市中排名第942位。
奥尔泰兹位于大西洋比利牛斯省西南部，波河畔，波城和巴约讷两座城市之间。奥尔泰兹在13至15世纪间曾为贝阿恩地区的首府，近代为大西洋比利牛斯省的一个副省会，现代因附近的油气田开采活动而得到发展。法国名厨艾伦·杜卡斯出生于奥尔泰兹。

## 地名来源
“奥尔泰兹”一名最初于1193年以“Ortez”的形式被记载，该名称来源尚无确切证明，根据当地地方语言学家米歇尔·格罗克洛德的论述，该名称可能来源于古巴斯克语，是这一地区的一位历史人物。

## 历史

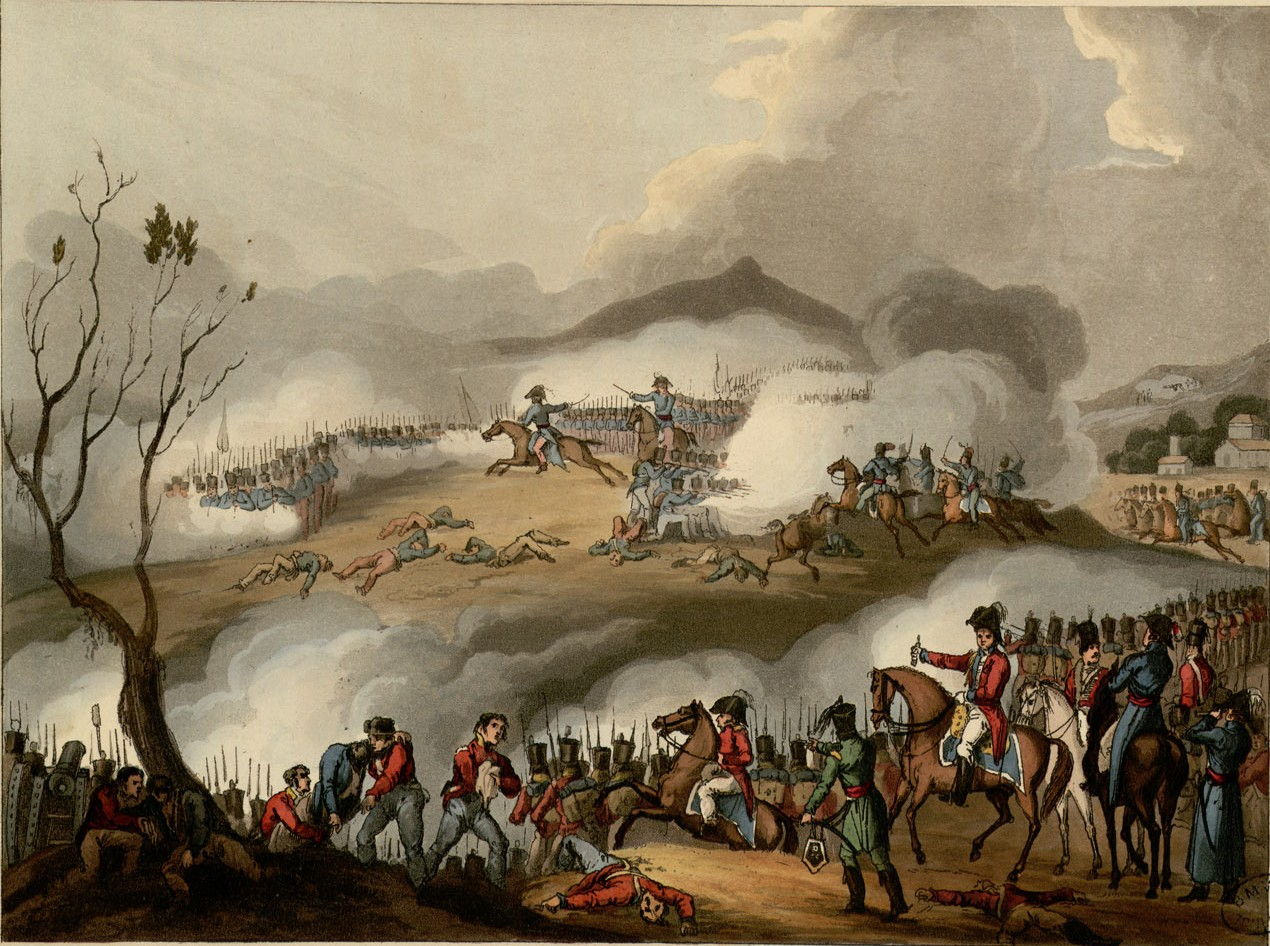
1814年

奥尔泰兹的建城史始于中世纪。贝阿恩子爵加斯东七世于1242年将贝阿恩的都城由莫尔拉斯迁至奥尔泰兹，并在此修建蒙卡德城堡以及横跨波河的大桥等建筑。14世纪时，富瓦公爵及贝阿恩领主加斯东三世曾长居于奥尔泰兹。1464年（一说1466年），贝阿恩伯爵加斯东四世将首府迁至更靠近贝阿恩地理中心地带的波城。宗教战争期间，新教徒军队在加布里埃尔一世的带领下攻占奥尔泰兹。法国大革命后，奥尔泰兹成为下比利牛斯省的一个市镇，并自1800年起成为该省的一个副省会，后于1926年被撤销。1814年，反法同盟从比利牛斯山南侧向北进攻奥尔泰兹。第一次世界大战期间，奥尔泰兹接纳了大批来自沦陷区市镇马尔克的居民。20世纪50年代，奥尔泰兹附近发现油气田，随后得到开发，奥尔泰兹人口数量有所增加。

## 地理

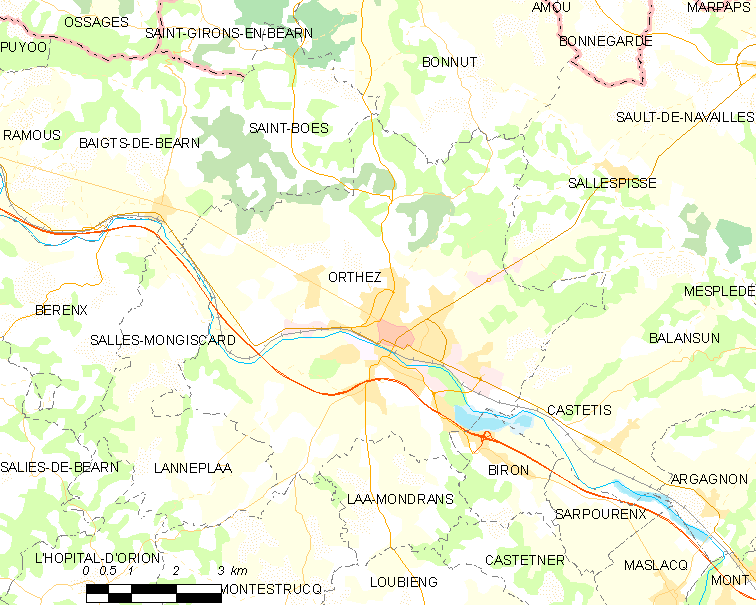
奥尔泰兹市镇范围地图

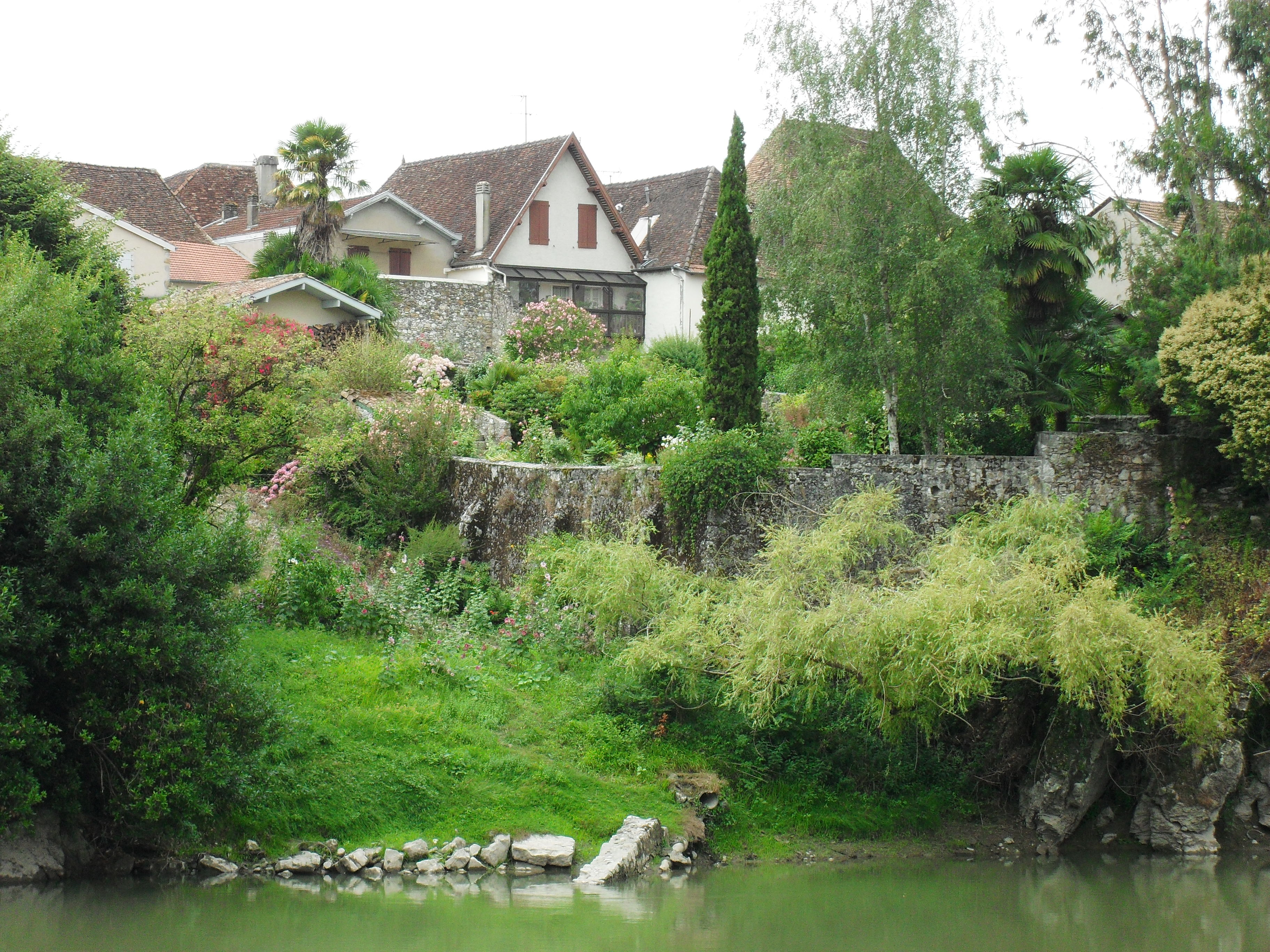
波河畔的绿地

奥尔泰兹位于法国西南部，新阿基坦大区南部和大西洋比利牛斯省北部，距离省会波城大约44公里。与奥尔泰兹接壤的市镇包括：巴朗桑、巴奇德贝阿恩、比龙、博尼特、卡斯泰蒂斯、拉-蒙德朗、拉讷普拉、奥藏克斯-蒙泰斯特吕克、圣博埃斯、萨勒蒙日斯卡尔、萨莱斯皮斯。

### 地形
奥尔泰兹位于比利牛斯山北麓山前冲积带地区，境内以丘陵为主，市镇中心地势较为平坦，波河河谷为典型的下切河谷，与河岸间形成了超过20米的高差，全境海拔则在38到185米之间。

### 水文
波河流经境内，另有其支流拉河在此与其交汇，属于阿杜尔河水系。

### 植被
奥尔泰兹属于温带落叶林区，因纬度较低且受比利牛斯山焚风作用影响，当地亦有亚热带植物分布，波河南岸开辟有“加斯宽公园”（Parc Gascoin），林地则广泛分布于市区周边地区。
在鲜花城市的评比中，奥尔泰兹被评为2星级鲜花城市。

### 气候
奥尔泰兹在柯本气候分类法中属于带有地中海特征的温带海洋性气候。
奥尔泰兹境内设有气象站，以下为该气象站的数据（其中日照数据取自于藏）：
| 奥尔泰兹1981年－2019年 | 奥尔泰兹1981年－2019年 | 奥尔泰兹1981年－2019年 | 奥尔泰兹1981年－2019年 | 奥尔泰兹1981年－2019年 | 奥尔泰兹1981年－2019年 | 奥尔泰兹1981年－2019年 | 奥尔泰兹1981年－2019年 | 奥尔泰兹1981年－2019年 | 奥尔泰兹1981年－2019年 | 奥尔泰兹1981年－2019年 | 奥尔泰兹1981年－2019年 | 奥尔泰兹1981年－2019年 | 奥尔泰兹1981年－2019年 |
| 月份                   | 1月                    | 2月                    | 3月                    | 4月                    | 5月                    | 6月                    | 7月                    | 8月                    | 9月                    | 10月                   | 11月                   | 12月                   | 全年                   |
| ---------------------- | ---------------------- | ---------------------- | ---------------------- | ---------------------- | ---------------------- | ---------------------- | ---------------------- | ---------------------- | ---------------------- | ---------------------- | ---------------------- | ---------------------- | ---------------------- |
| 历史最高温 °C（°F）    | 24.1 (75.4)            | 24.9 (76.8)            | 27.6 (81.7)            | 31.8 (89.2)            | 35.9 (96.6)            | 38.5 (101.3)           | 38.3 (100.9)           | 40.8 (105.4)           | 37.5 (99.5)            | 33.8 (92.8)            | 28.8 (83.8)            | 24.2 (75.6)            | 40.8 (105.4)           |
| 平均高温 °C（°F）      | 11.6 (52.9)            | 12.7 (54.9)            | 16.2 (61.2)            | 18 (64)                | 21.6 (70.9)            | 25 (77)                | 26.4 (79.5)            | 26.9 (80.4)            | 24.3 (75.7)            | 20.7 (69.3)            | 14.2 (57.6)            | 11.4 (52.5)            | 19.1 (66.4)            |
| 日均气温 °C（°F）      | 7.2 (45.0)             | 8 (46)                 | 10.8 (51.4)            | 12.7 (54.9)            | 16.4 (61.5)            | 19.7 (67.5)            | 21 (70)                | 21.3 (70.3)            | 18.6 (65.5)            | 15.4 (59.7)            | 9.9 (49.8)             | 7.3 (45.1)             | 14 (57)                |
| 平均低温 °C（°F）      | 2.9 (37.2)             | 3.2 (37.8)             | 5.4 (41.7)             | 7.5 (45.5)             | 11.2 (52.2)            | 14.4 (57.9)            | 15.6 (60.1)            | 15.7 (60.3)            | 12.8 (55.0)            | 10.1 (50.2)            | 5.6 (42.1)             | 3.2 (37.8)             | 9 (48)                 |
| 历史最低温 °C（°F）    | −7.6 (18.3)            | −10.7 (12.7)           | −8.2 (17.2)            | −2.4 (27.7)            | 1.1 (34.0)             | 6.5 (43.7)             | 7.5 (45.5)             | 7.1 (44.8)             | 4.7 (40.5)             | −2.2 (28.0)            | −6.8 (19.8)            | −9.3 (15.3)            | −10.7 (12.7)           |
| 平均降水量 mm（）      | 112.4 (4.43)           | 99 (3.9)               | 93.8 (3.69)            | 104.4 (4.11)           | 104.4 (4.11)           | 65.8 (2.59)            | 66 (2.6)               | 70.5 (2.78)            | 103.6 (4.08)           | 109.6 (4.31)           | 156.7 (6.17)           | 114.9 (4.52)           | 1,201.1 (47.29)        |
| 月均日照時數           | 104.8                  | 121.1                  | 164.6                  | 165.6                  | 185.8                  | 195.7                  | 207.8                  | 203.7                  | 183.8                  | 143.9                  | 104.6                  | 95.9                   | 1,877.2                |
| 来源：infoclimat.fr    |                        |                        |                        |                        |                        |                        |                        |                        |                        |                        |                        |                        |                        |

## 行政区划
奥尔泰兹是法国新阿基坦大区大西洋比利牛斯省的一个市镇，编号为64430。奥尔泰兹隶属于波城区、大西洋比利牛斯省第三选区和奥尔泰兹和盐谷土地县，同时也是拉克-奥尔泰兹市镇公共社区的组成部分。
法国国家统计与经济研究所（简称）在进行数据统计时，将奥尔泰兹及相邻的另外4个市镇设为奥尔泰兹城市核心区以及奥尔泰兹城市区。自2020年起，奥尔泰兹城市区被包含26个市镇的奥尔泰兹城市辐射区代替。此外，还将奥尔泰兹市镇分为了5个“块区”（IRIS），以便于统计人口分布情况。

## 交通

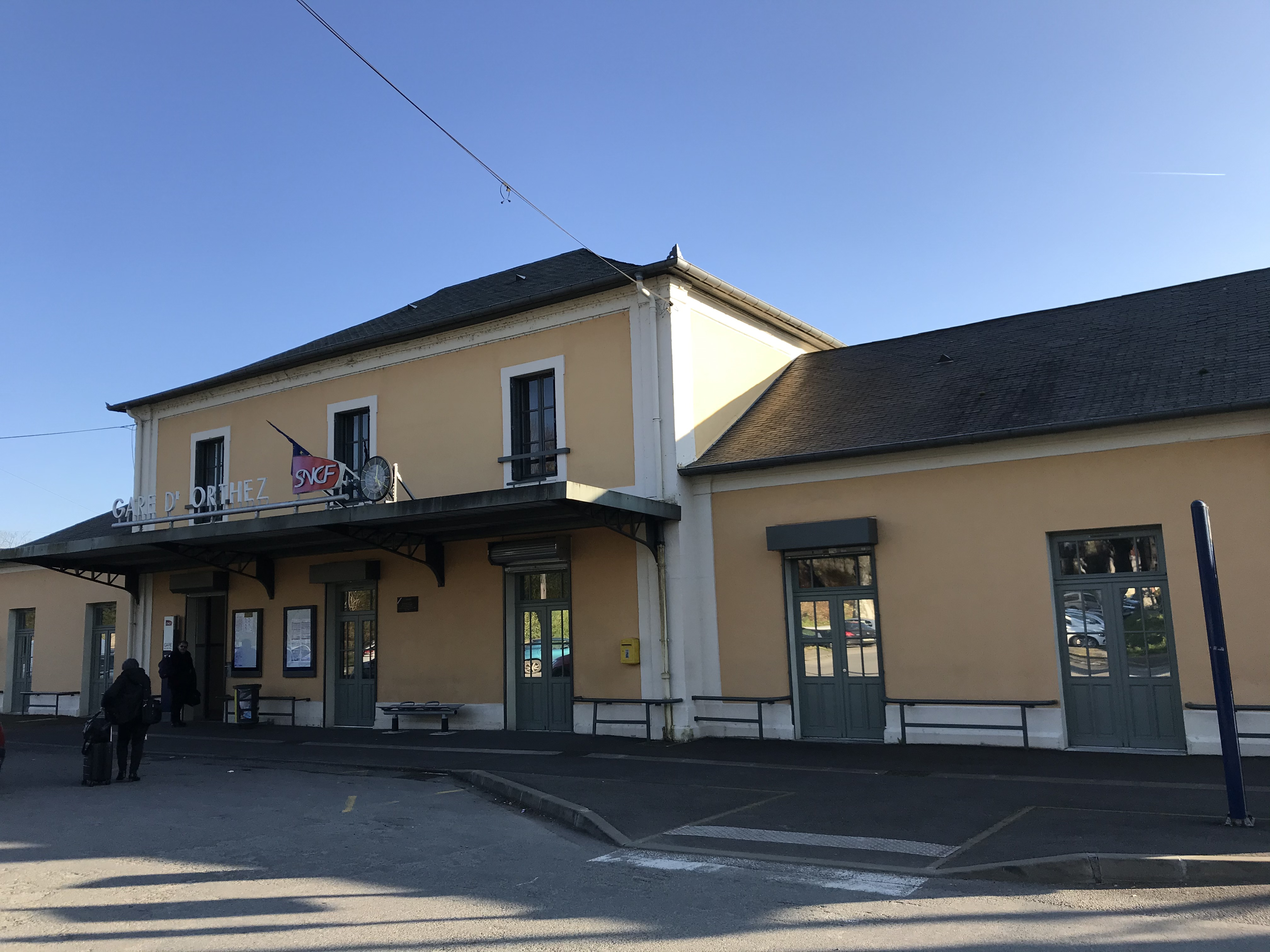
奥尔泰兹火车站

### 公路
法国国家A64号高速公路经过奥尔泰兹市区南部，最近的出入口为8号出入口，位于奥尔泰兹东侧的比龙境内；大西洋比利牛斯省省道D9线、D23线、D46线、D56线、D415线、D817线、D933线和D947线经过境内。
新阿基坦大区下属的大西洋比利牛斯城际客运提供途径奥尔泰兹的801号和809号城际巴士线路，可分别前往波城和圣帕莱，并停靠沿途经过的所有市镇。
2017年，72.8%的奥尔泰兹家庭拥有至少一辆私人汽车。2019年，奥尔泰兹境内共发生各类交通事故2起，造成2人遇难，3人受伤。

### 铁路
奥尔泰兹位于图卢兹－巴约讷铁路上。奥尔泰兹站位于市区中部，老城区以南，停靠多条线路的列车：
- 巴黎 – 波尔多 – 达克斯 – 奥尔泰兹 – 波城 – 卢尔德 – 塔布（高速列车，每天往返3班左右）
- 巴约讷奥尔泰兹 – 波城 – 卢尔德 – 塔布 – 图卢兹（城际列车，每天往返5班左右）
- 波尔多 – 莫桑克斯 – 达克斯 – 奥尔泰兹 – 波城 – 卢尔德 – 塔布（区域列车，每天往返5班左右）
- 巴约讷 – 奥尔泰兹 – 波城（区域列车，每天往返6班左右）

### 航空
距离奥尔泰兹最近的民用航空站为波城机场，距离奥尔泰兹市中心的公路里程约42公里。

### 城市公共交通
奥尔泰兹暂无城市公共交通系统。

## 政治

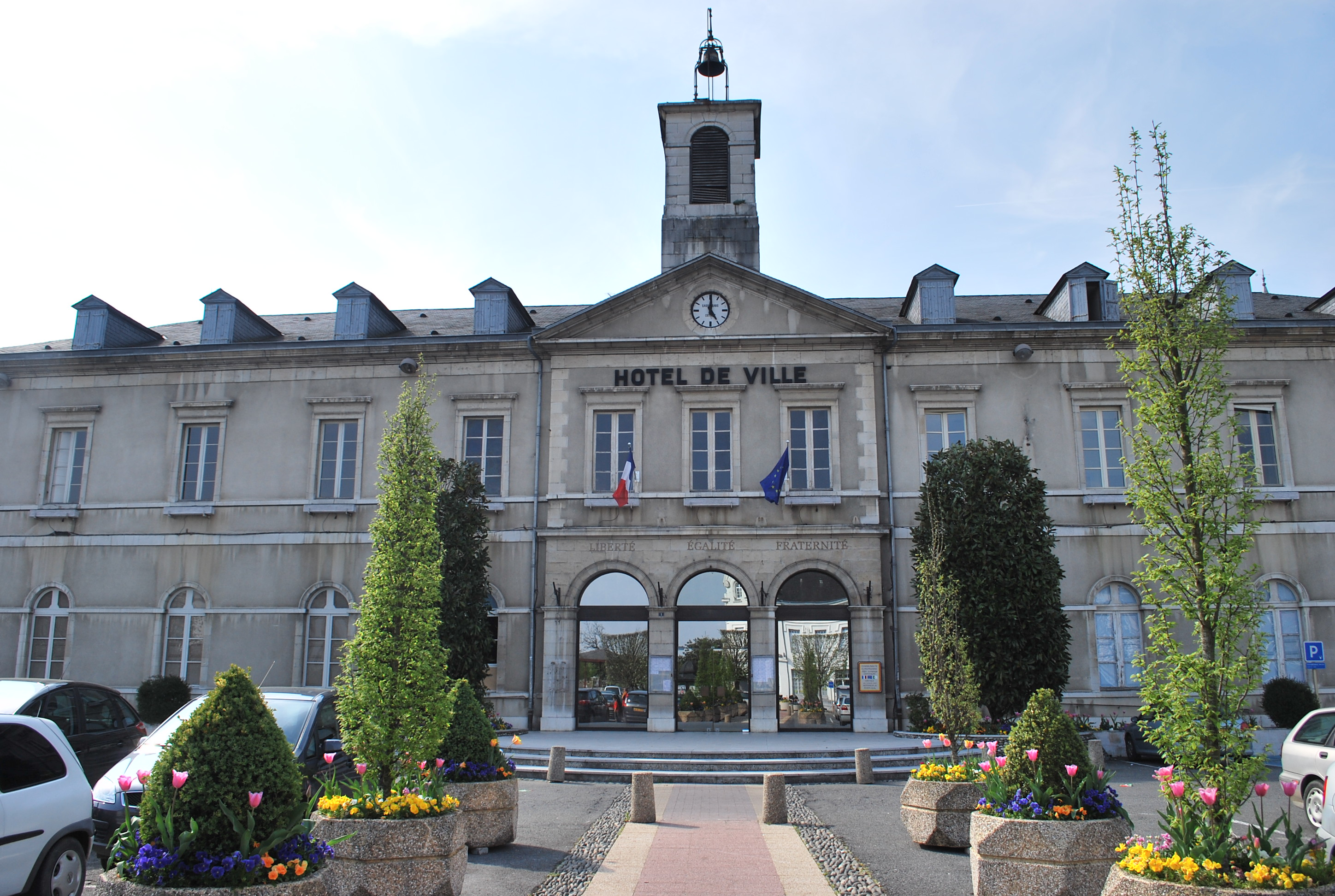
奥尔泰兹市政厅

奥尔泰兹的现任市长为埃马纽埃尔·阿蒙先生（Emmanuel Hanon），他是社会党的一名成员，在2020年的市政选举中获得了55.66%的支持率。
在2017年的法国总统大选中，法国第25任总统埃马纽埃尔·马克龙在奥尔泰兹获得了77.53%的支持率。
| 奥尔泰兹历届市长 |                                       |                                  |
| 任期             | 市长                                  | 党派                             |
| 1945年－1947年   | Adolphe Detchebarne 阿多尔夫·德切巴恩 | 不详                             |
| 1947年－1965年   | Henri Cazenave 亨利·卡泽纳沃          | 不详                             |
| 1965年－1977年   | Jacques Moutet 雅克·穆泰              | RAD激进党                        |
| 1977年－1989年   | Jacques Destandau 雅克·德唐多         | RI独立激进党 →UDF法国民主联盟    |
| 1989年－2001年   | René Ricarrère 勒内·里卡雷尔          | PS社会党                         |
| 2001年－2008年   | Thierry Issartel 蒂耶里·伊萨泰尔      | DVD右翼无党派人士 →MoDem民主运动 |
| 2008年－2014年   | Bernard Molères 贝尔纳·莫莱斯         | PS社会党                         |
| 2014年－2017年   | Yves Darrigrand 伊夫·达里格朗         | DVG左翼无党派人士                |
| 2017年－         | Emmanuel Hanon 埃马纽埃尔·阿蒙        | PS社会党                         |

## 人口
2018年，奥尔泰兹市镇人口数量为10,515，在法国排名第942位。其中男性4,925人，女性5,524人，75岁及以上人口占13.9%，外籍人口数量为2,490人，人口密度为229人/平方公里，当地居民被称为（男性）或（女性）。2019年，奥尔泰兹境内出生76人，死亡人口134人。
| 年份   | 1936  | 1946  | 1954  | 1962  | 1968   | 1975   | 1982   | 1990   | 1999   | 2006   | 2011   | 2016   | 2018   |
| ------ | ----- | ----- | ----- | ----- | ------ | ------ | ------ | ------ | ------ | ------ | ------ | ------ | ------ |
| 人口數 | 6,175 | 6,450 | 6,713 | 8,413 | 10,002 | 10,855 | 10,922 | 10,159 | 10,121 | 10,329 | 10,886 | 10,627 | 10,515 |

## 经济
奥尔泰兹是一个区域性的中心城市，当地共有各类用人单位1,700家，平均历史为19年，其中99.16%为中小型企业（PME）。（大型零售）、（大型零售）及（办公用品销售）是当地2019年营业额最高的三个企业，分别为51,176,600欧元、28,871,530欧元和23,933,040欧元。

## 财政收入
2019年，奥尔泰兹的财政收入总额为12,919,100欧元，财政支出总额为11,476,700欧元，当年的债务总额为10,749,400欧元。2020年，奥尔泰兹共获得401,849欧元的国家财政补助，比上一年减少了0.17%。
2017年，奥尔泰兹的人均月收入总额为2,026欧元，其中高级职员为3,522欧元，低于法国平均水平（4,214欧元）；中级职员为2,313欧元，低于法国平均水平（2,353欧元）；普通职员为1,600欧元，亦低于法国平均水平（1,690欧元）。
2017年，奥尔泰兹境内的青壮年（15至64岁）失业率为15.3%，当地48.2%的家庭拥有纳税资格，平均纳税2,923欧元，低于法国平均水平（3,888欧元）。

## 社会事务

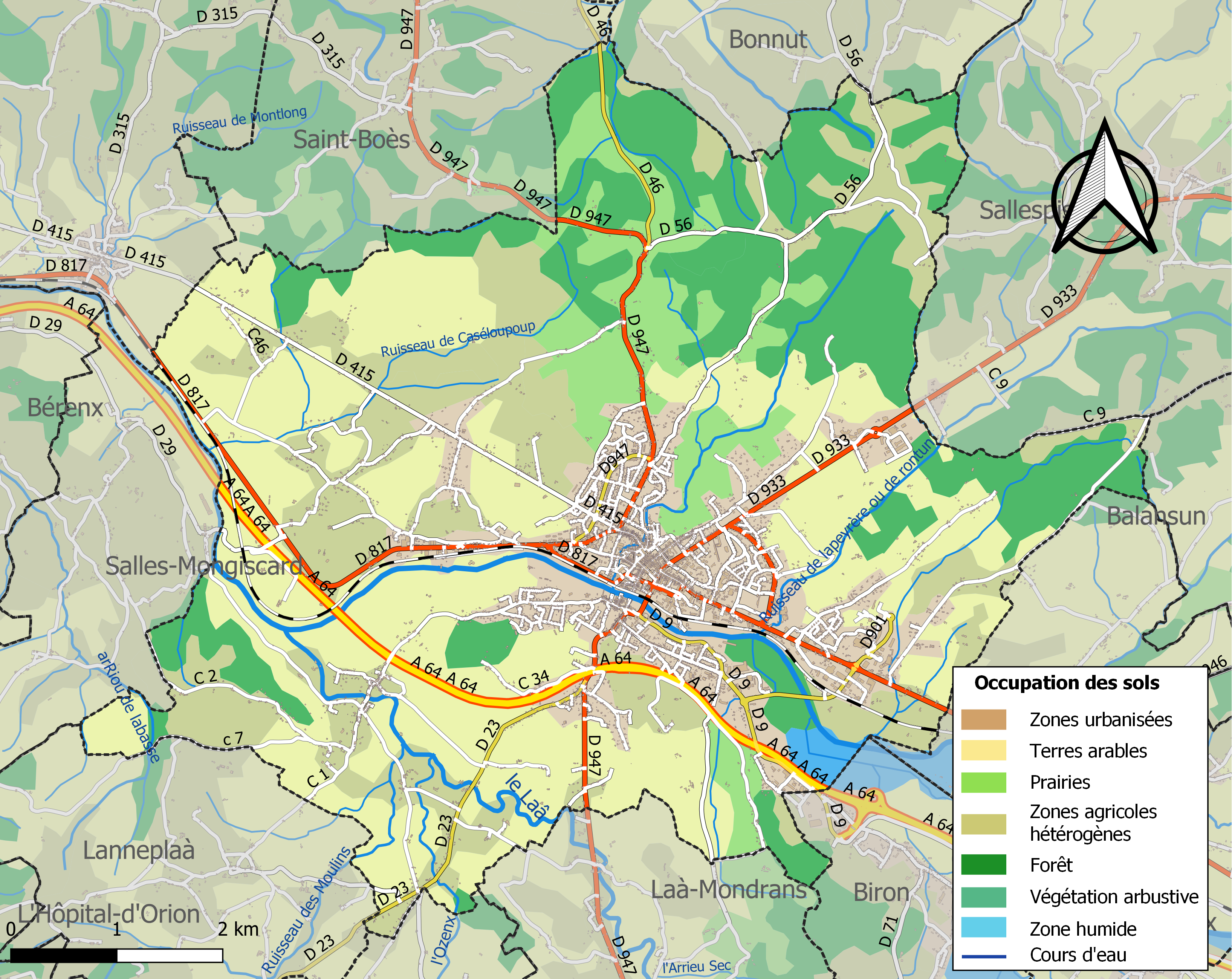
奥尔泰兹土地利用地图

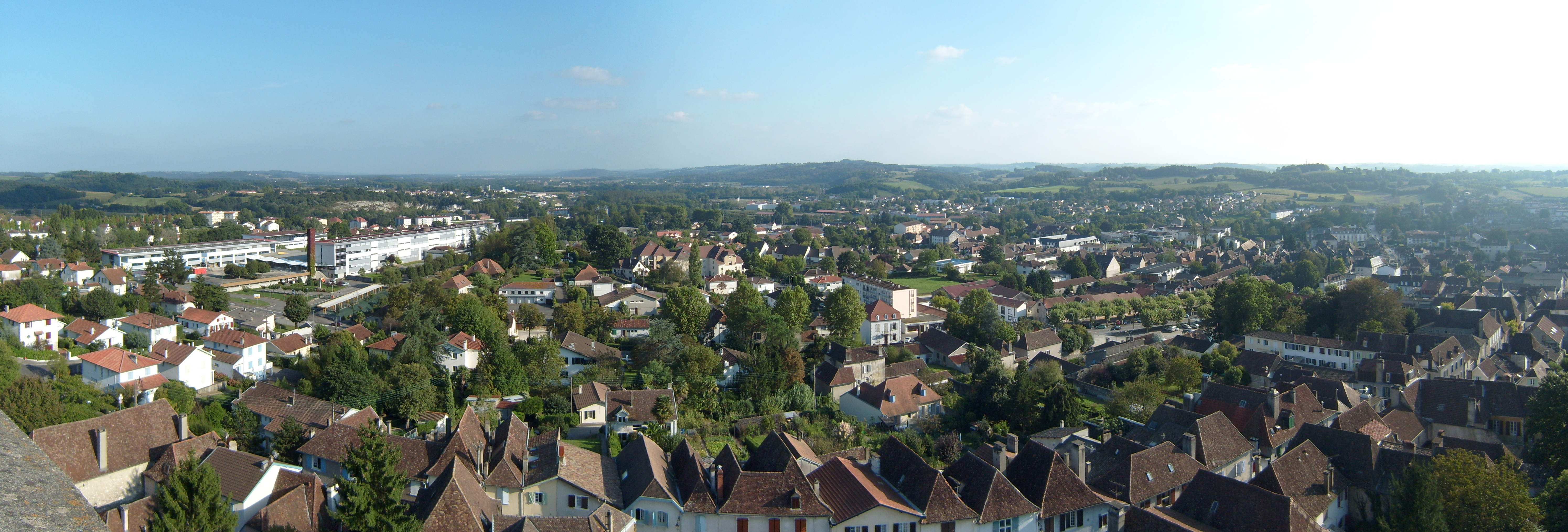
奥尔泰兹市中心全景

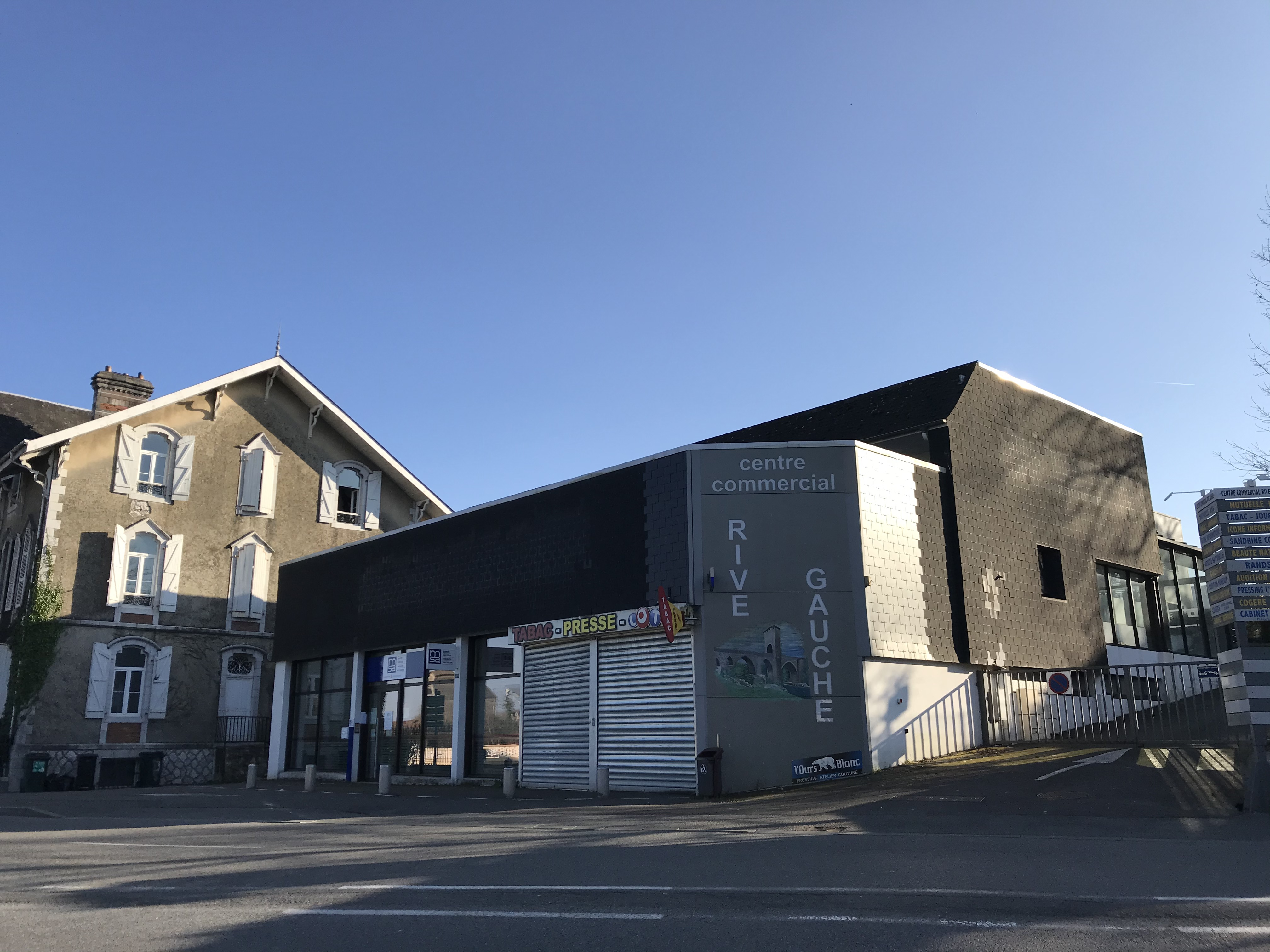
奥尔泰兹街头便民商业角

### 教育
奥尔泰兹属于波尔多学区。截止2019年1月1日，奥尔泰兹境内共有1所幼儿园、8所小学、4所初级中学、2所普通高中、1所农业高中和2所职业高中。2018至2019学年度，奥尔泰兹境内共有在校中等教育阶段学生1,973名。

### 医疗
截止2019年1月1日，奥尔泰兹境内共有全科医生9名、保健师14名、牙医12名、护士19名、耳科医生1名、眼科医生7名、皮肤科医生2名、助产士2名、儿科医生2名和妇科医生1名。境内共有药房6家、养老院2家、残疾人帮扶中心4家。
奥尔泰兹中心医院（Centre Hospitalier d'Orthez）是法国的一个区域性医疗机构，其主病区位于奥尔泰兹市区，设有床位320个，是当地规模最大的公立综合性医院。

### 住房
2017年，奥尔泰兹境内共有各类住房6,223套，其中53.3%为独立式居民区，46.5%为集中式居民区。常住房屋占奥尔泰兹市镇范围内居民建筑总量的86.0%。
在住房保障政策方面，2017年，奥尔泰兹境内共有1,189户家庭获得了住房经济补助，受益人数占总人口数量的11.4%，其中1,120份为房租补助。

### 商业
2019年，奥尔泰兹境内共有各类实体商铺306家，其中餐厅28家、大型超市9家、杂货店1家、面包房7家、肉铺4家、书店5家、装饰品店1家、银行门店10家、美容美发店28家、汽车维修店19家。市区东部建有开放式商业街区，有Super U、Intersport等大型卖场。

### 体育
2019年，奥尔泰兹境内共有1家游泳池、4间体育馆、1座综合体育场、10处网球场、1处马术场、5处足球或橄榄球场以及5处篮球或排球场。
奥尔泰兹足球俱乐部是当地的一支足球队，成立于1912年，2021至2022赛季参加新阿基坦大区足球联赛，其主场普雷维尔球场（Stade Préville）可同时容纳两千名观众。
奥尔泰兹橄榄球体育联盟则是当地的一支橄榄球队，成立于1903年，2021至2022赛季参加法国橄榄球乙组联赛（法戊），其主场奥尔泰兹市政球场又称“亨利·卡泽纳沃球场”（Stade Henri Cazenave），配有室外三块场地及多处训练中心，是当地规模最大的体育设施。

### 环境
奥尔泰兹的环境事务由其所属的公共社区负责。2019年，奥尔泰兹境内共有2家污染企业。

### 治安
2019年，奥尔泰兹市镇范围内有1处宪兵队。
2014年，奥尔泰兹及附近地区共发生各类案件1,616起，其中盗窃类案件1,025起，经济类案件158起，毒品交易类案件87起。

## 文化
2019年，奥尔泰兹境内有1家电影院。奥尔泰兹市政府提供多媒体中心，向公众全年开放。

### 建筑
奥尔泰兹境内有多处历史建筑，其中圣伯多禄教堂、奥尔泰兹新教教堂等为法国国家文物保护单位。

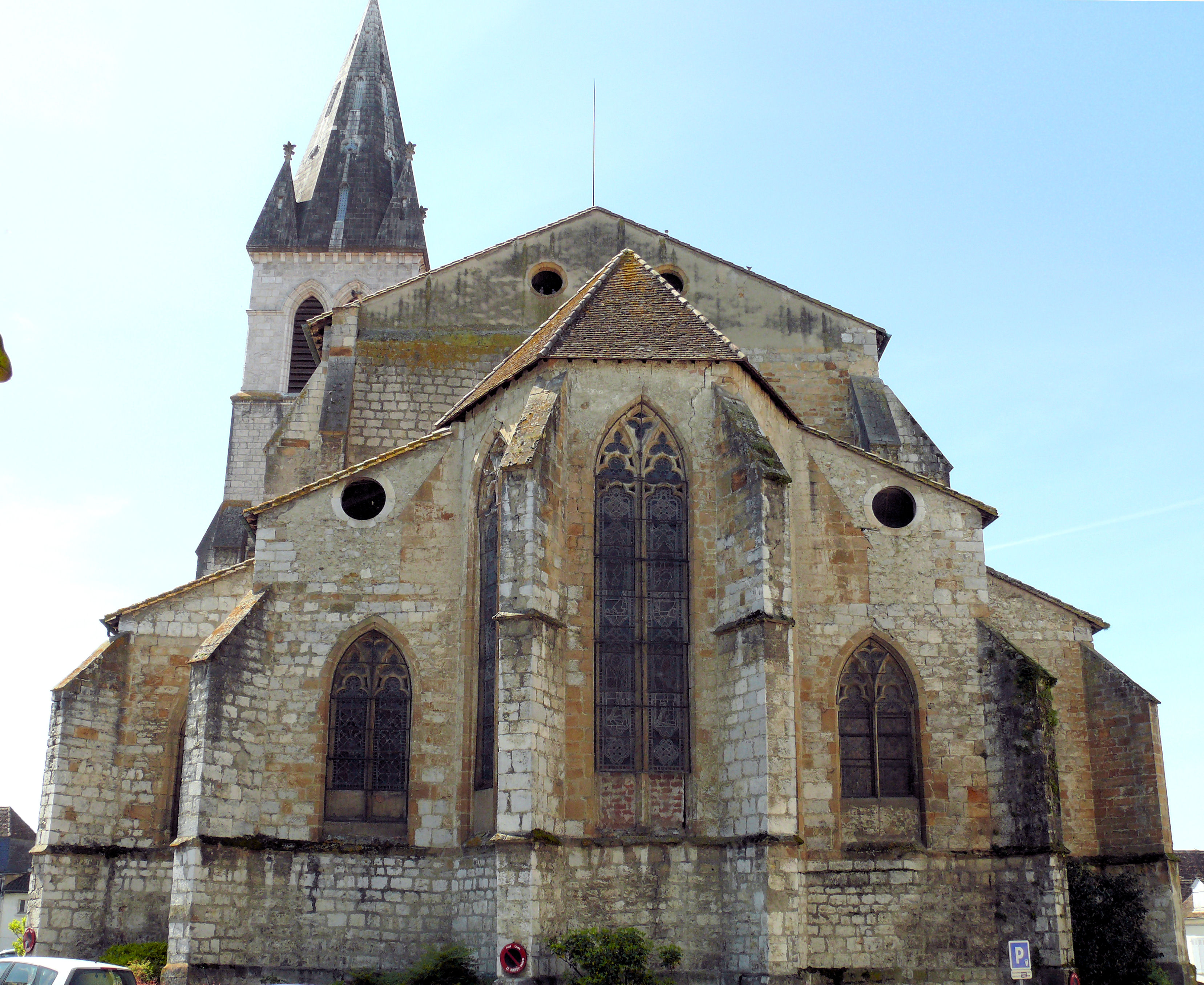
圣伯多禄教堂（法语：Église Saint-Pierre d'Orthez）
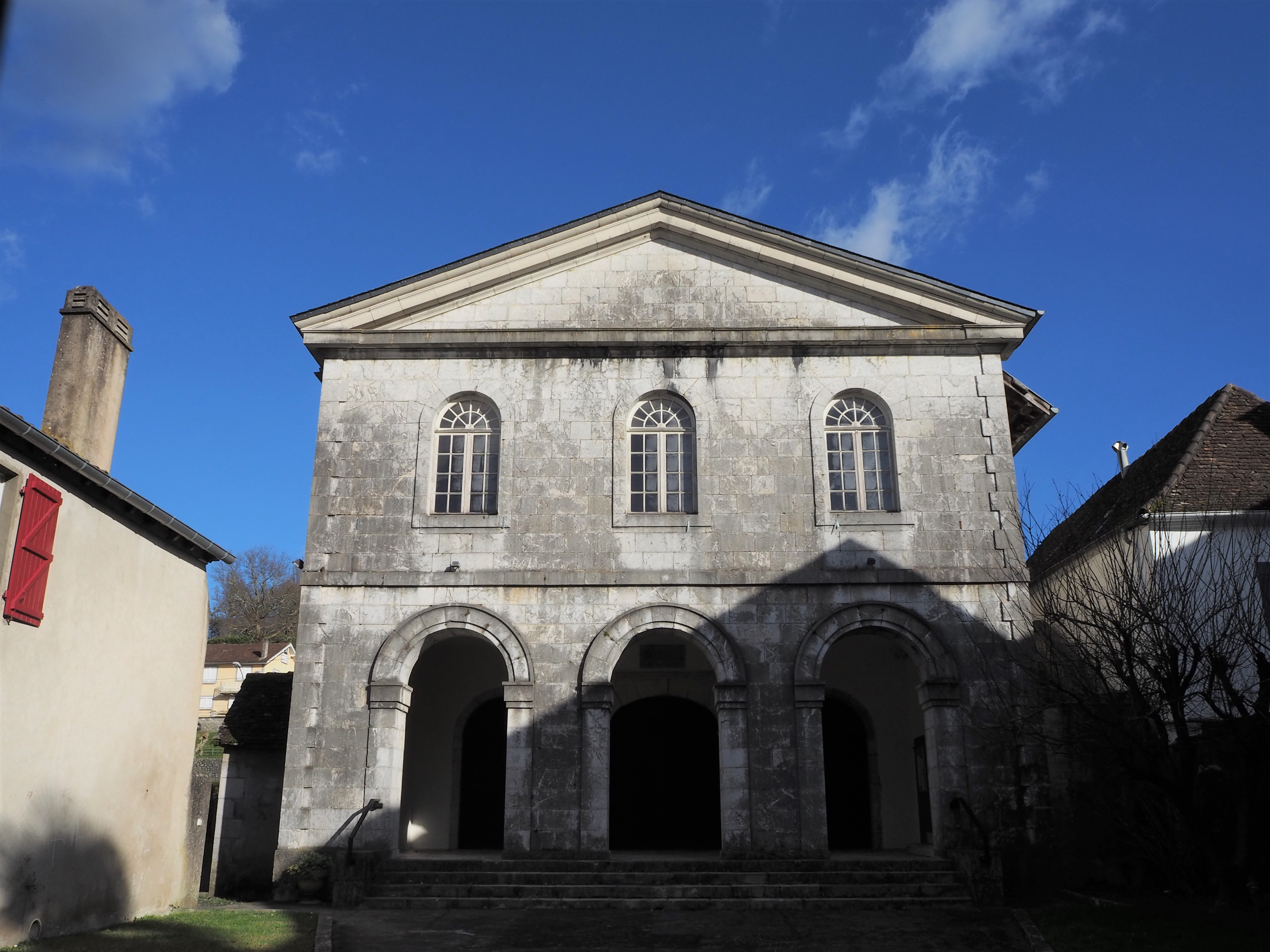
新教教堂（法语：Temple protestant d'Orthez）
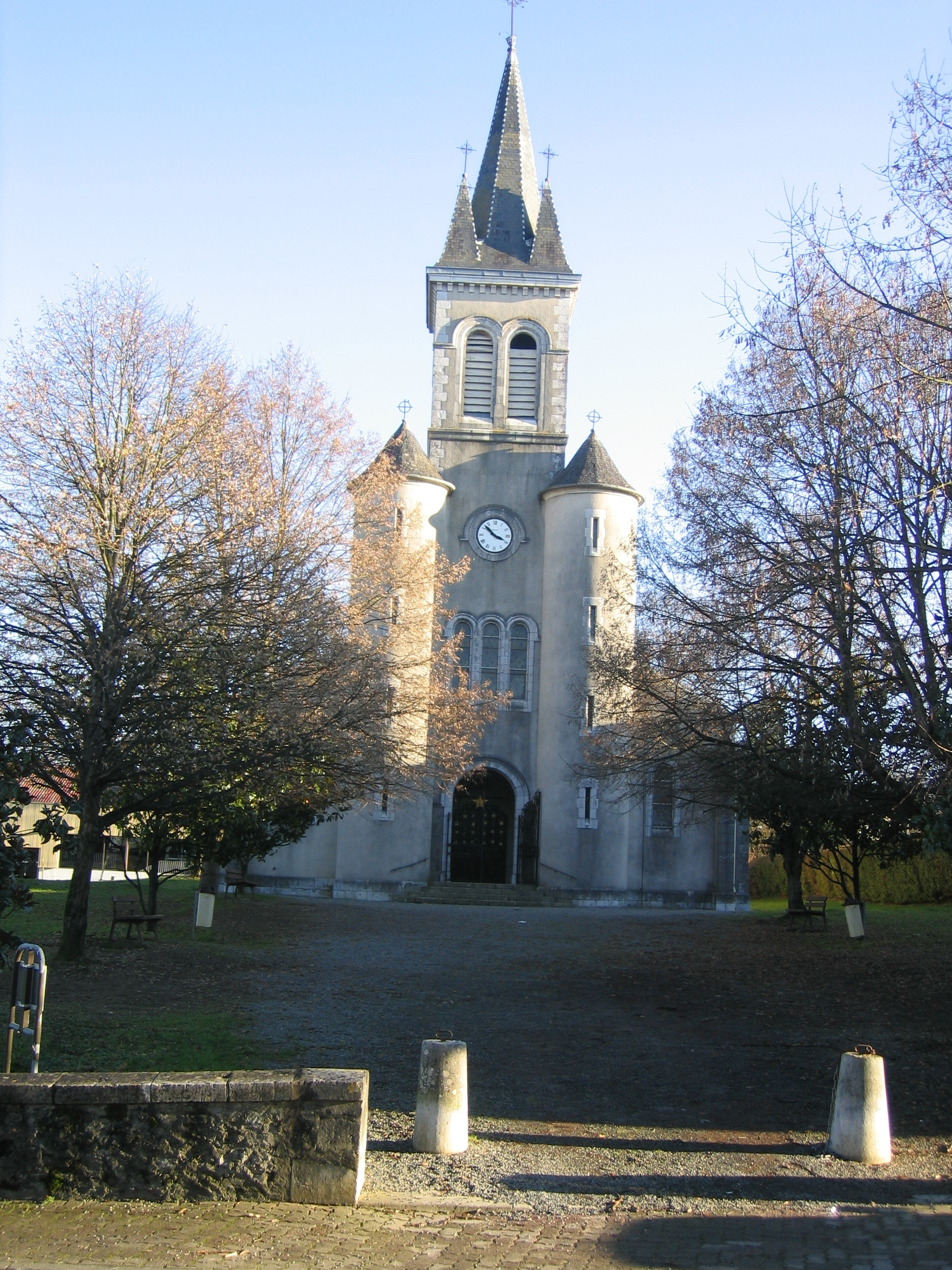
圣巴泰莱米教堂
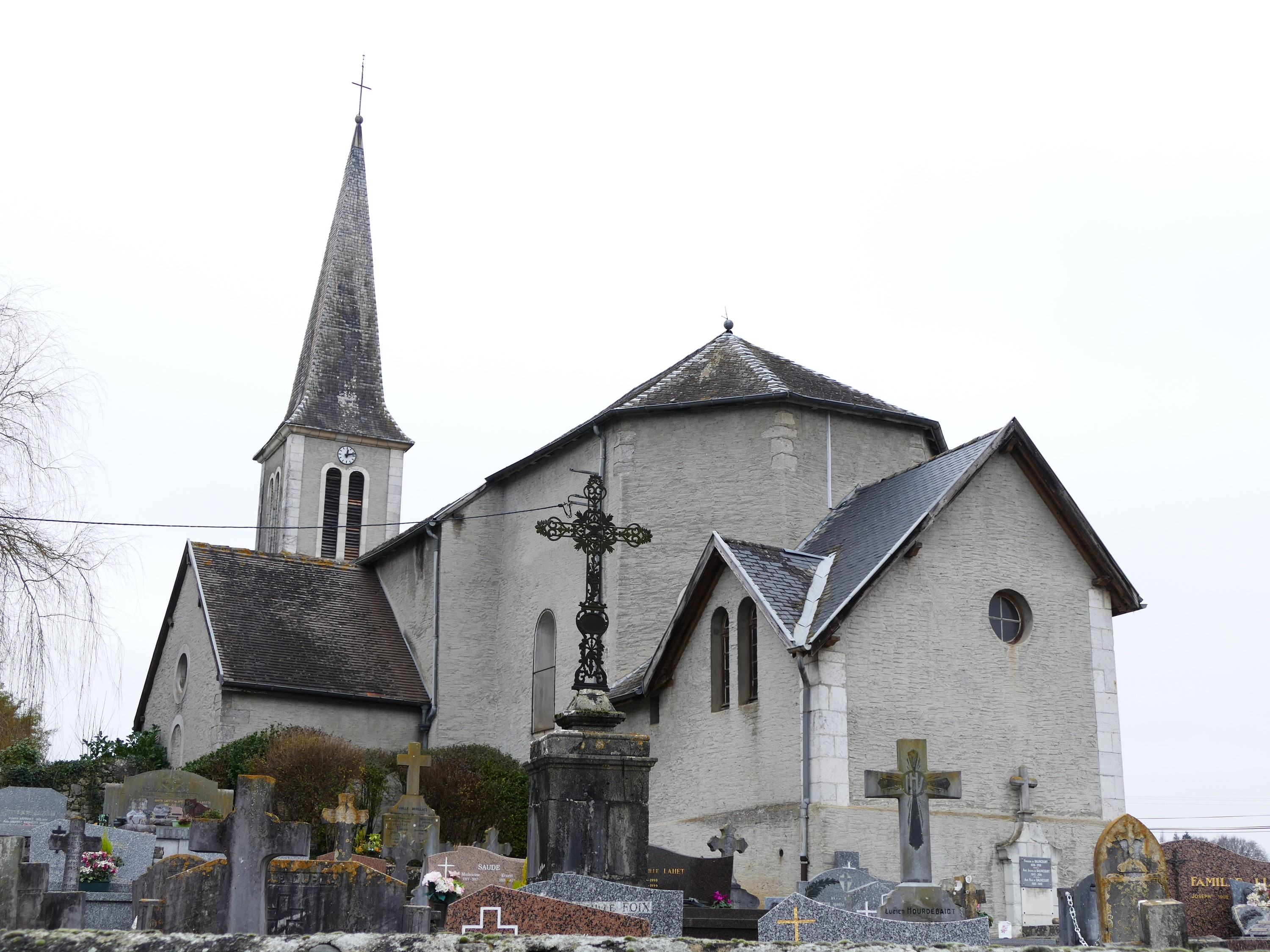
圣马丁教堂
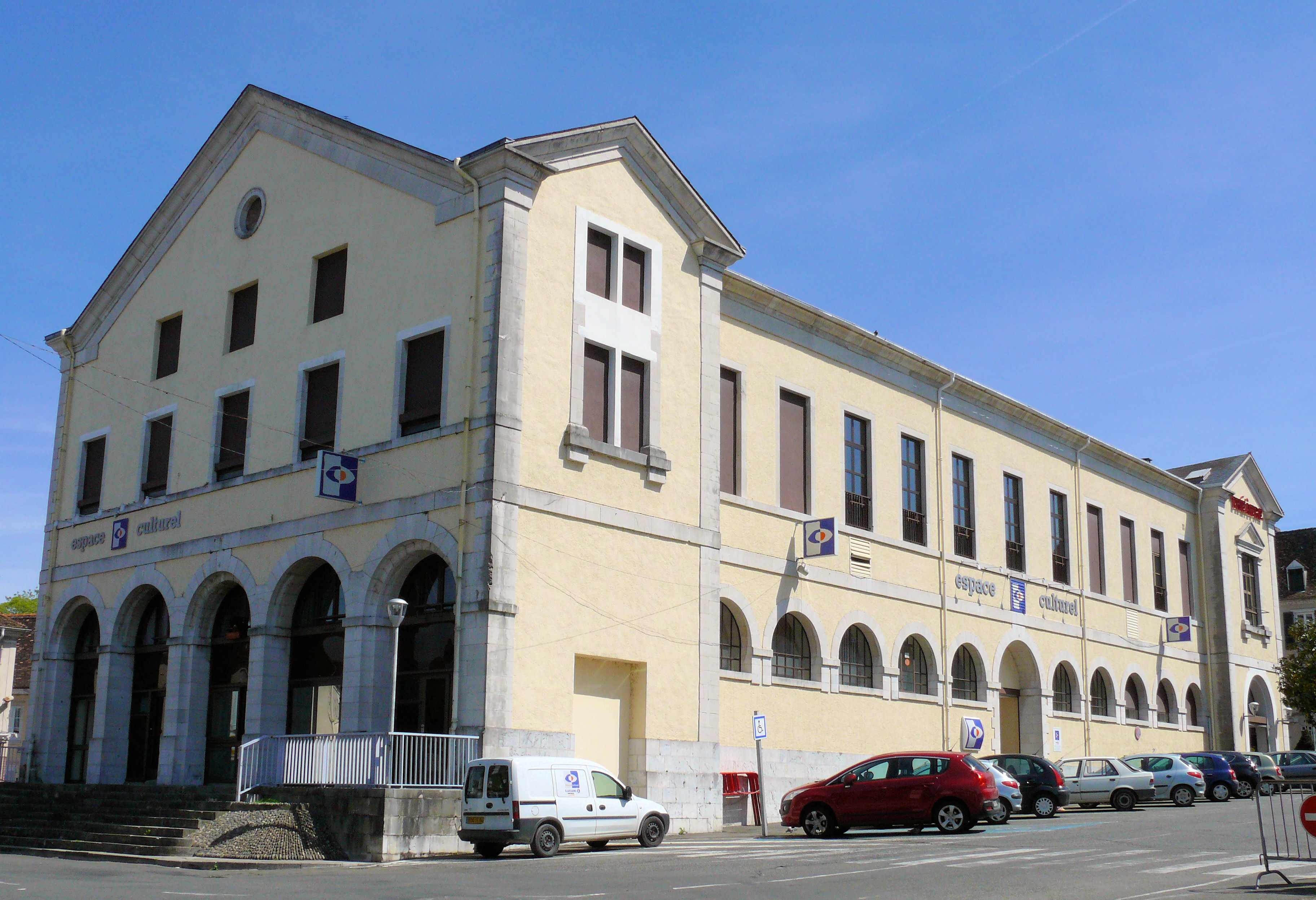
文化中心
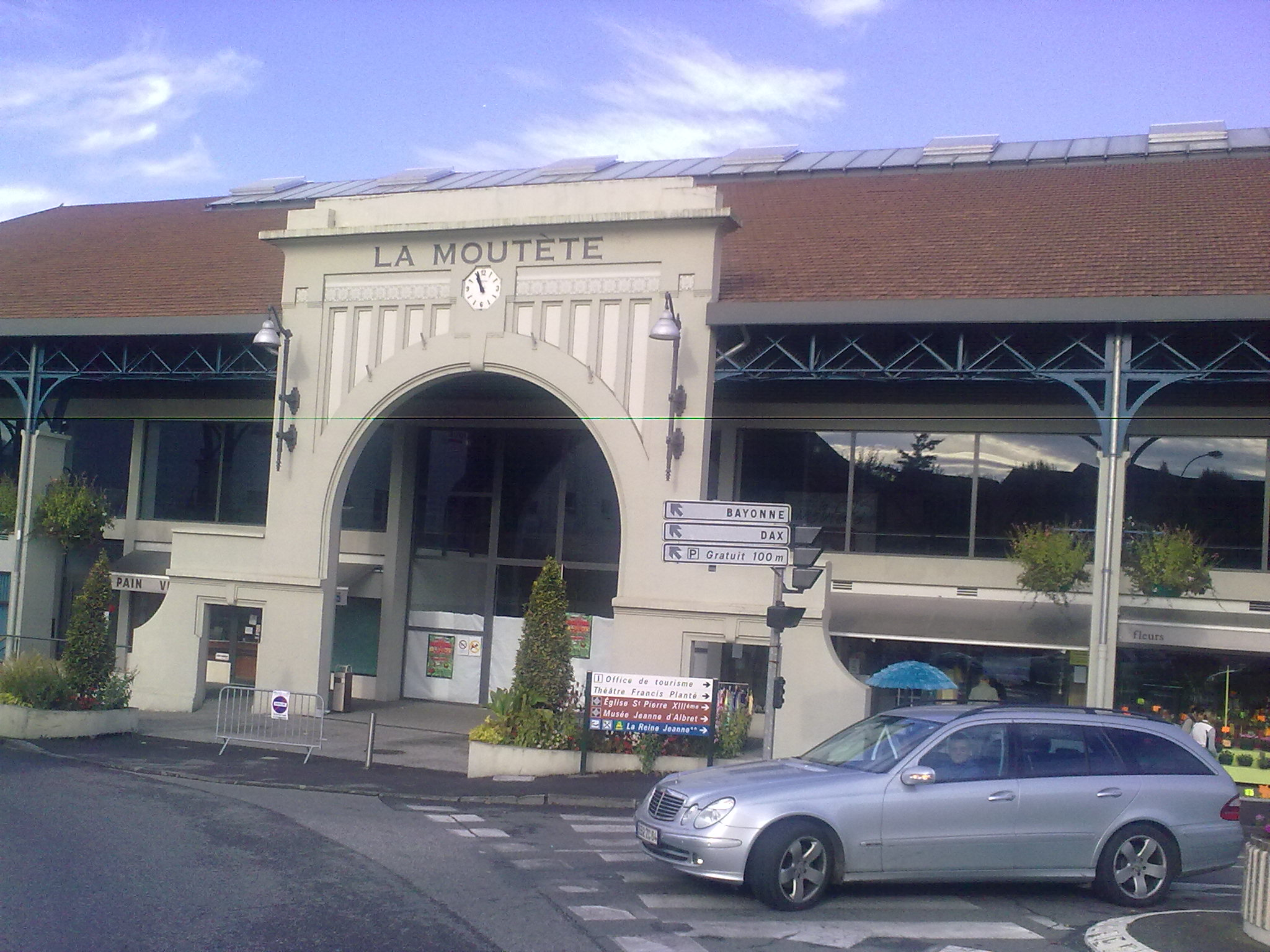
穆埃特大堂
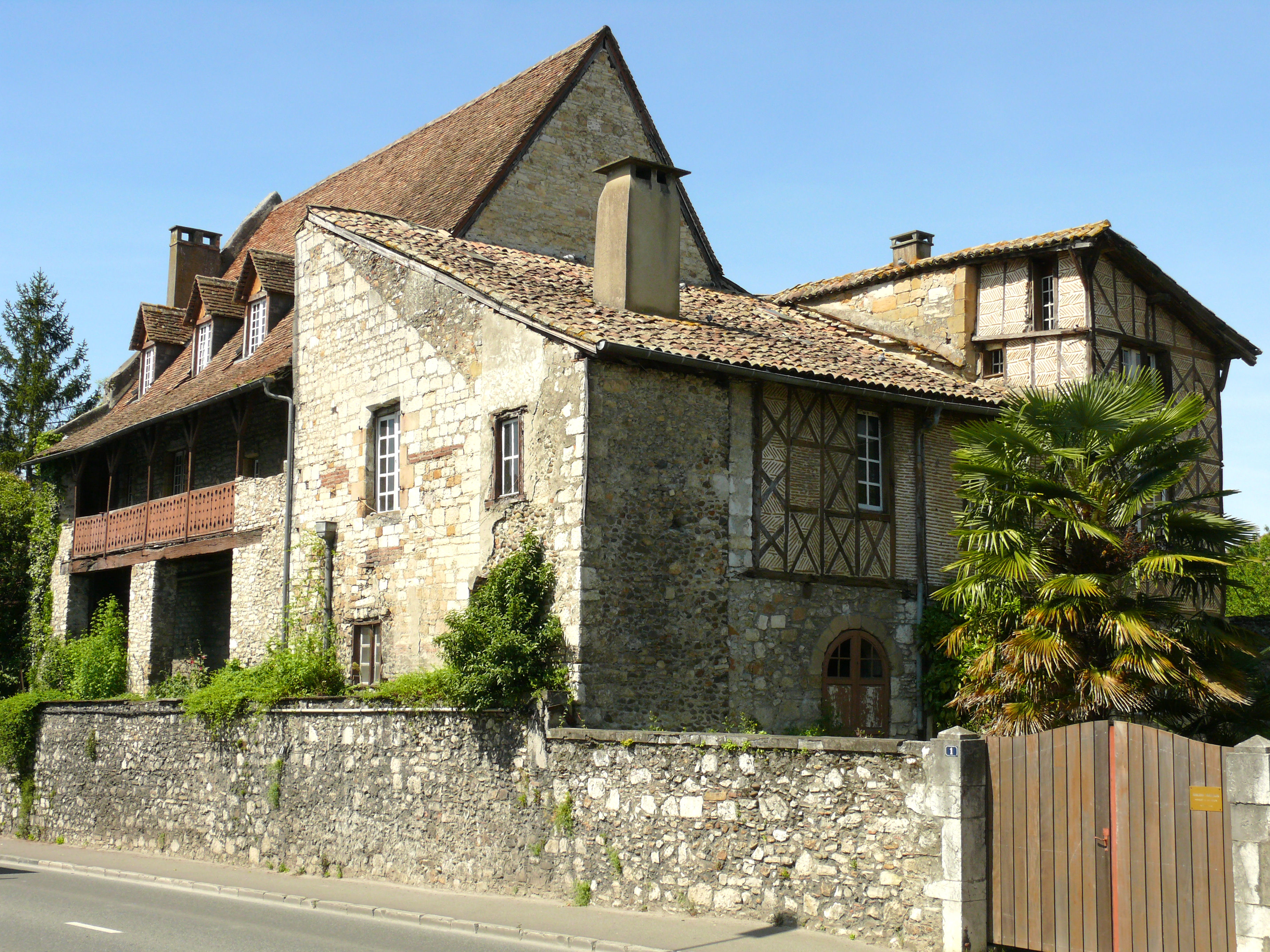
传统民居

### 旅游
奥尔泰兹的旅游事务由其所属的公共社区负责。2020年，奥尔泰兹境内共有3家酒店共计49间房间。

### 媒体
法国主要的媒体均可在奥尔泰兹接收，法国电视三台下属的新阿基坦大区频道在部分时段播出奥尔泰兹所属区域的地方新闻。

## 相关人物
法国作家让-路易·屈尔蒂斯和厨师艾伦·杜卡斯出生于奥尔泰兹。

## 友好城市
截至2021年5月，奥尔泰兹共与三座城市互为友好城市关系：
- 西班牙 塔拉索纳
- 葡萄牙 杜羅河畔米蘭達
- 葡萄牙 米蘭德拉